# Mimosa oblonga
Mimosa oblonga är en ärtväxtart som beskrevs av George Bentham. Mimosa oblonga ingår i släktet mimosor, och familjen ärtväxter. Inga underarter finns listade i Catalogue of Life.